# LUPIN THE IIIRD THE MOVIE 不死身の血族
『LUPIN THE IIIRD THE MOVIE 不死身の血族』（ルパン ザ サード ザ ムービー ふじみのけつぞく）は、モンキー・パンチ原作のアニメ『ルパン三世』のスピンオフ『LUPIN THE IIIRDシリーズ』第5作。TOHO NEXTの配給で2025年6月27日に公開された。LUPIN THE IIIRDシリーズの完結編となる。
キャッチコピーは「あなたはまだ本当のルパンを知らない」。
この映画に先駆けて物語の前日譚となるアニメ『LUPIN THE IIIRD 銭形と2人のルパン』が2025年6月20日に一斉配信されている。

## 概要
『ルパン三世』の2D劇場版アニメーションシリーズとしては、1996年に公開された『ルパン三世 DEAD OR ALIVE』以来となる完全新作である。
劇場映画としては、次元大介役が大塚明夫に交代してから最初の作品となった。なお大塚は1995年に公開された『ルパン三世 くたばれ!ノストラダムス』にゲスト悪役で出演しており、『ルパン三世』劇場映画自体への出演は30年ぶりとなる。また冒頭部の前作までのダイジェスト映像では初代次元役の小林清志の声がそのまま使われており、エンドクレジットにも小林の名前が記載されている。
本作の舞台となる島は世界地図に存在しない島であるが、脚本の高橋悠也は「ムオムがいそうな不思議な場所」を考えた結果であると答えている。小池は映画『ドクター・モローの島』を参考にし、「孤島に自分で自分を改造して成長しながら生きている人がいた」という設定を作り上げている。

## あらすじ
アジトとそこにコレクションされていた数々の盗んだお宝を爆破されたルパン三世は、招待状のように残されていたバミューダ海域にある「世界地図に存在しない島」を示す地図を手掛かりに、これまで自分達に刺客を送り続けてきた黒幕の正体と、その島に隠されているであろう莫大な富を追い求めて、「世界地図に存在しない島」へと向かう。しかし、島に近づいたところでルパン一行が乗っていた飛行機は、追跡してきた銭形が操縦する飛行機ともども狙撃され、撃墜される。
一行が不時着した島は無数の銃器や朽ちた戦車や弾道ミサイルなどが放置されており、下流から上流へと遡上する川があり、蠢く洞窟があり、巨大なベニクラゲが棲息する奇妙な火山島であった。 
ルパン一行は個別に「ゴミ人間」達に襲撃される。襲撃してきた中には、かつて次元を戦ったヤエル奥崎もいた。ルウオに圧倒されたルパンは水中に逃げ込み難を逃れるが、そこから島の支配者ムオム、その通訳のサリファの下へとたどり着く。ムオムは島から暗殺者を派遣し、不要な人間を殺害することで世界を管理しており、ルパン一行は排除対象となったとのことであった。また、吸引すると24時間以内に死に至る毒の霧が島には充満しているという。
毒に侵され、五感が効かなくなるなか、ルパンと仲間達は24時間以内に島を脱出するため、「不死身の敵」であるムオムと戦う。
ルパンは単独でムオムと対決。不二子は単身、ムオムの財宝を目当てに屋敷に忍び込む。脱出手段を探す次元、五ェ門、銭形はムオムに襲撃される。頭を吹き飛ばされても復活するムオムに苦戦するが、全滅寸前にムオムの不死の秘密を暴いたルパンによって、ムオムは倒される。直後、ムオムの背後の存在であったマモーの手によって島は消滅。次元らとルパンの合流はかなわずにいた。
ルパン三世の墓地に立つ銭形に「ルパン三世が逮捕された」との報が入る。遠目に墓を見ていた次元たちに、ムオムと戦う前に次元がルパンに分けたタバコの返済分としてのタバコひと箱と利息としてもう1本のタバコが置かれており、ルパンの生存が暗示される。

## 登場人物
ルパン三世
声 -  栗田貫一
かの名高き怪盗アルセーヌ・ルパンの孫で、自らも世界的な大怪盗かつ変装の達人。
次元大介
声 - 大塚明夫、小林清志（冒頭部分）
コンバットマグナムを使う射撃の名手でルパンの相棒。
石川五ェ門
声 - 浪川大輔
古の大泥棒・石川五ェ門の十三代目。最強の刀「斬鉄剣」を使う居合い斬りの達人。
峰不二子
声 - 沢城みゆき
ルパン一味の紅一点で、付かず離れずの存在。時にはルパン達を利用したり、裏切ったりすることも多い。
銭形警部
声 - 山寺宏一
ルパン一味を追う警視庁公安課の捜査官。正義感が強く仕事熱心で、誰よりも犯罪を憎む真面目な性格。
ムオム
声 - 片岡愛之助
“不死身の敵”。作中では銃口が頭部に接した状態からワルサーP38で撃たれる、ガソリンで全身を焼かれる、ライフルで頭部を完全破壊される、至近距離からのミサイルの爆発で全身が粉々になるという事態に見舞われるが、多少無反応となる時間があるものの、復活している。
片岡愛之助はルパン歌舞伎『流白浪燦星』でルパン三世を演じていた縁もあり、小池から「本作にも少し出演してもらえたら」とオファーしたところ、前向きの検討があったことで、ムオム役をオファーし、快諾された。
ムオムは、フィジカルが強いキャラクターではあるが、ムキムキな感じにするのが、逆に知的な感じにするのか、小池自身も悩んでいて、片岡と小池の間で話し合いが行われた。その結果、後半のムオムは人間の言葉をほぼしゃべっていないが、音圧や雰囲気でムオムの説得力を演出している。
サリファ
声 - 森川葵
ムオムに仕える、ルパンを振り回す謎の少女。ムオムの通訳を自称する。
マモーの監視カメラが内蔵されたチョーカーをしている。
終盤、不二子の前に姿かたちの変わらぬ5人が登場するが、5つ子などではないとのこと。不二子に島からの脱出手段を示して、自分たちは島に残った。
ルウオ
声 - 鈴木もぐら
ゴミ人間のひとり。首が異様に長い。ルパンと戦い、圧倒する。
フウア
声 - 水川かたまり
ゴミ人間のひとり。スーツにサングラス姿。次元と戦う。機械化された巨大な手のひらを加熱し掴んだものを焼き殺す。視力を失っているが肉の焼ける臭いで対象を見つける。
ヤエル奥崎（ヤエルおくざき）
声 - 広瀬彰勇
『次元大介の墓標』で登場したヴィラン。
後述のホークともどもファンからの人気が高く、「ヴィラン同士で共闘するような展開」として再登場した。
『峰不二子の嘘』と同じく過去作で次元に撃ち抜かれた腕は機械の腕となっている。冒頭でルパン一行が乗る飛行機を狙撃して撃墜したのもヤエル奥崎である。
対ムオム戦で次元、五ェ門、銭形と共闘するが、毒のために服と腕など機械の部分を残して消滅する。
ホーク
声 - 土師孝也
『血煙の石川五ェ門』で登場したヴィラン。
『峰不二子の嘘』で再登場したときとは異なり、隻腕のままになっている。ヤエル奥崎とは異なり、五ェ門との再戦は望んでいない。ムオムと戦うが、3秒で倒されてしまう。
また、『峰不二子の嘘』で再登場した際に、サリファと同じ姿の少女が傍らにいた。
マモー
声 - 尾花かんじ
『次元大介の墓標』の終盤に登場した人物で、『ルパンVS複製人間』のヴィラン。
世界各国の首脳陣や財界トップとテレビ会議を行い、本作でも監視カメラを通じてルパン一行を監視している。
マモーの言では、ムオムは「最高傑作」とのこと。はるかなる太古、猿人に自身の血を分け与え、宇宙の真理に目覚めた者であり、マモーとは異なるアプローチで不死を成し遂げた者とのこと。
不二子はサリファを通じて監視している人物がいたことで、ルパンは島にあるはずの莫大な財宝が無かったことで、ムオムの背後にいるマモーの存在を察知した。
この他、島本須美、高山みなみ、小堀幸といったルパン三世シリーズ作品に出演歴のある声優が5人のサリファとしてカメオ出演している。加えて、アフレコの見学に来ていた栗田の娘が、特別ゲストとして出演している。なお、2013年の『princess of the breeze 〜隠された空中都市〜』でも栗田の妻の大沢さやかと娘（当時2歳5カ月）が母子役で特別出演している。

## スタッフ
- 原作 - モンキー・パンチ[2][1]
- 監督 - 小池健[2][1]
- 脚本 - 高橋悠也[2][1]
- 音楽 - ジェイムス下地[2][1]
- クリエイティブ・アドバイザー - 石井克人[2][1]
- アニメーション制作 - テレコム・アニメーションフィルム[2][1]
- 製作・著作 - トムス・エンタテインメント[2][1]
- 配給 - TOHO NEXT[2][1]

## 主題歌
「The IIIRD Eye」
B'zによる主題歌。
本作のために書き下ろされた楽曲で、松本孝弘は「オファーを受けて先ず“JAZZY”というキーワード、イメージが浮かびました。〔中略〕B'zのROCKとJAZZY、そしてゴージャスなホーンセクションのMIXTUREで面白い作品になったと思います。」、稲葉浩志は「クールさを一段と増した「LUPIN THE IIIRD」の“緊張感”を意識しながら、終わりのない欲望と、それに飲み込まれないある種の高潔さのようなものをこの「The IIIRD Eye」に込めながら制作しました。」とそれぞれコメントしている。

## 評価

### 興行成績
興行通信社発表による2025年6月27日から29日の全国映画動員ランキングでは、本作は10位であった。同年7月4日から7月6日の全国映画動員ランキングトップ10からは姿を消している。